# Ézéchiel part avec ses effets
Ézéchiel part avec ses effets appelé aussi L'Exil ou Les Causes de la ruine qui vient est un passage de l'Ancien Testament, dans le livre d'Ézéchiel, qui parle du mal qui a rongé et ronge encore à cette époque la maison d'Israël.

## Texte
Livre d'Ézéchiel, chapitre 12, versets 1 à 7:
« La parole de l'Éternel me fut adressée, en ces mots: Fils de l'homme, tu habites au milieu d'une famille de rebelles, qui ont des yeux pour voir et qui ne voient point, des oreilles pour entendre et qui n'entendent point; car c'est une famille de rebelles. Et toi, fils de l'homme, prépare tes effets de voyage, et pars de jour, sous leurs yeux! Pars, en leur présence, du lieu où tu es pour un autre lieu: peut-être verront-ils qu'ils sont une famille de rebelles. Sors tes effets comme des effets de voyage, de jour sous leurs yeux; et toi, pars le soir, en leur présence, comme partent des exilés. Sous leurs yeux, tu perceras la muraille, et tu sortiras tes effets par là. Sous leurs yeux, tu les mettras sur ton épaule, tu les sortiras pendant l'obscurité, tu te couvriras le visage, et tu ne regarderas pas la terre; car je veux que tu sois un signe pour la maison d'Israël. Je fis ce qui m'avait été ordonné: je sortis de jour mes effets comme des effets de voyage, le soir je perçai la muraille avec la main, et je les sortis pendant l'obscurité et les mis sur mon épaule, en leur présence. »
Traduction d'après la Bible Louis Segond.